# Dariusz Biały
Dariusz Biały (ur. 30 listopada 1970, zm. 12 lipca 2020)  – polski specjalista w zakresie kardiologii i chorób wewnętrznych, dr hab.

## Życiorys
W 1996 ukończył studia medyczne Śląskiej Akademii Medycznej w Katowicach, 21 czerwca 2002 obronił pracę doktorską Porównanie wpływu wysiłków izometrycznych i dynamicznych na układ krążenia u sportowców wyczynowych, 10 kwietnia 2019 habilitował się na podstawie pracy zatytułowanej Zmiana poziomu ekspresji wybranych genów pod wpływem pola elektromagnetycznego w tkance izolowanego serca poddanego niedotlenieniu a następnie reperfuzji.
Był zatrudniony na stanowisku adiunkta w Katedrze i Klinice Kardiologii na Wydziale Lekarskim Kształcenia Podyplomowego Uniwersytetu Medycznego im. Piastów Śląskich we Wrocławiu.
Zmarł 12 lipca 2020.